# Schwarzau am Steinfeld
Schwarzau am Steinfeld es una localidad del distrito de Neunkirchen, en el estado de Baja Austria, Austria, con una población estimada a principio del año 2018 de 1924 habitantes. 
Se encuentra ubicada al sur del estado, al sur de Viena y del río Danubio y a poca distancia al norte de la frontera con el estado de Estiria.